# 通岡道路
通岡道路（かよおかどうろ）とは、岩手県陸前高田市から大船渡市までの間に存在した有料道路。日本道路公団が建設及び管理を行っていた。建設中の名称は「通岡峠道路」。

## 概要

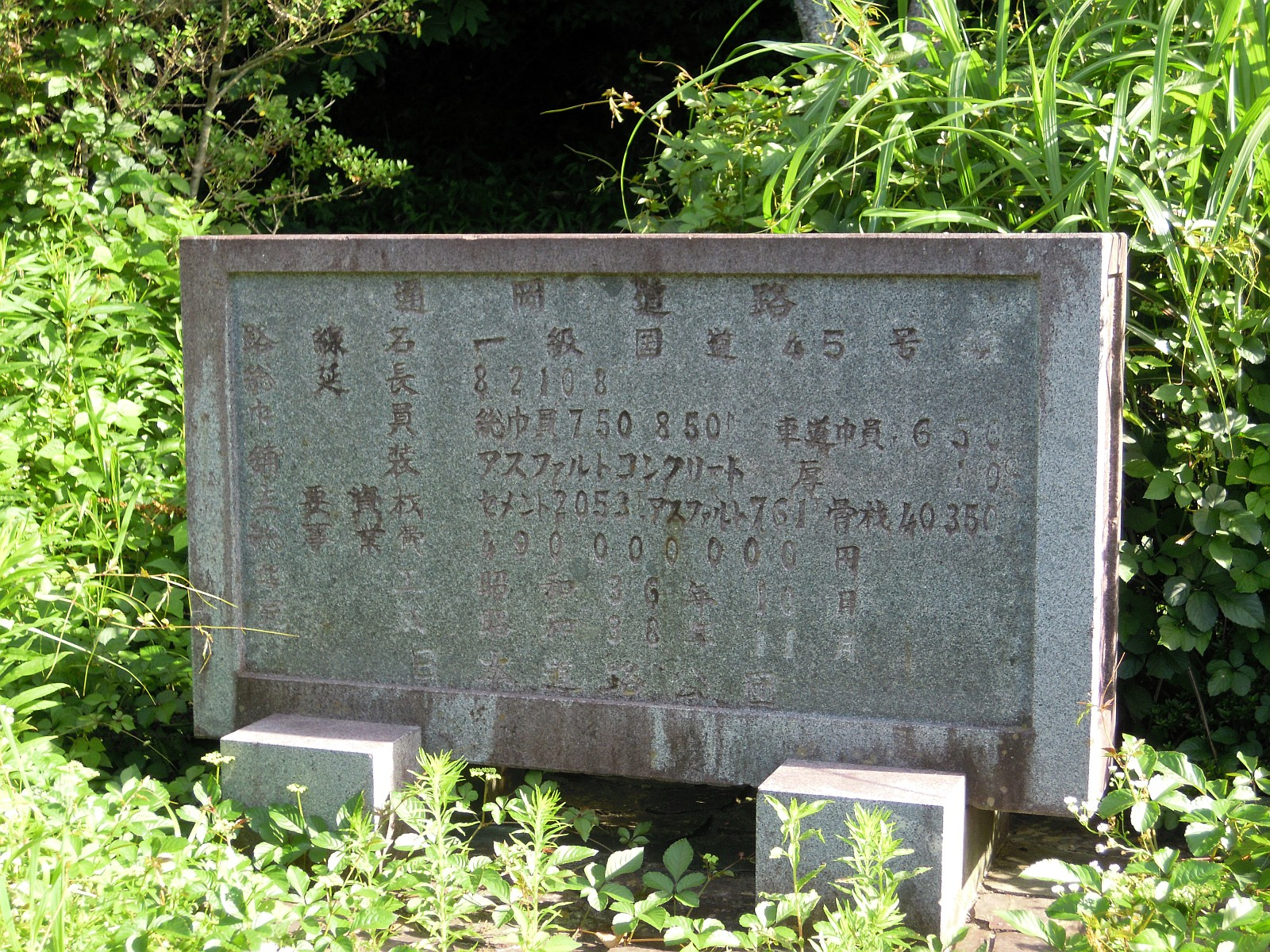
大船渡市側の展望所にある記念碑。展望所からは大船渡湾口と太平洋も見える。

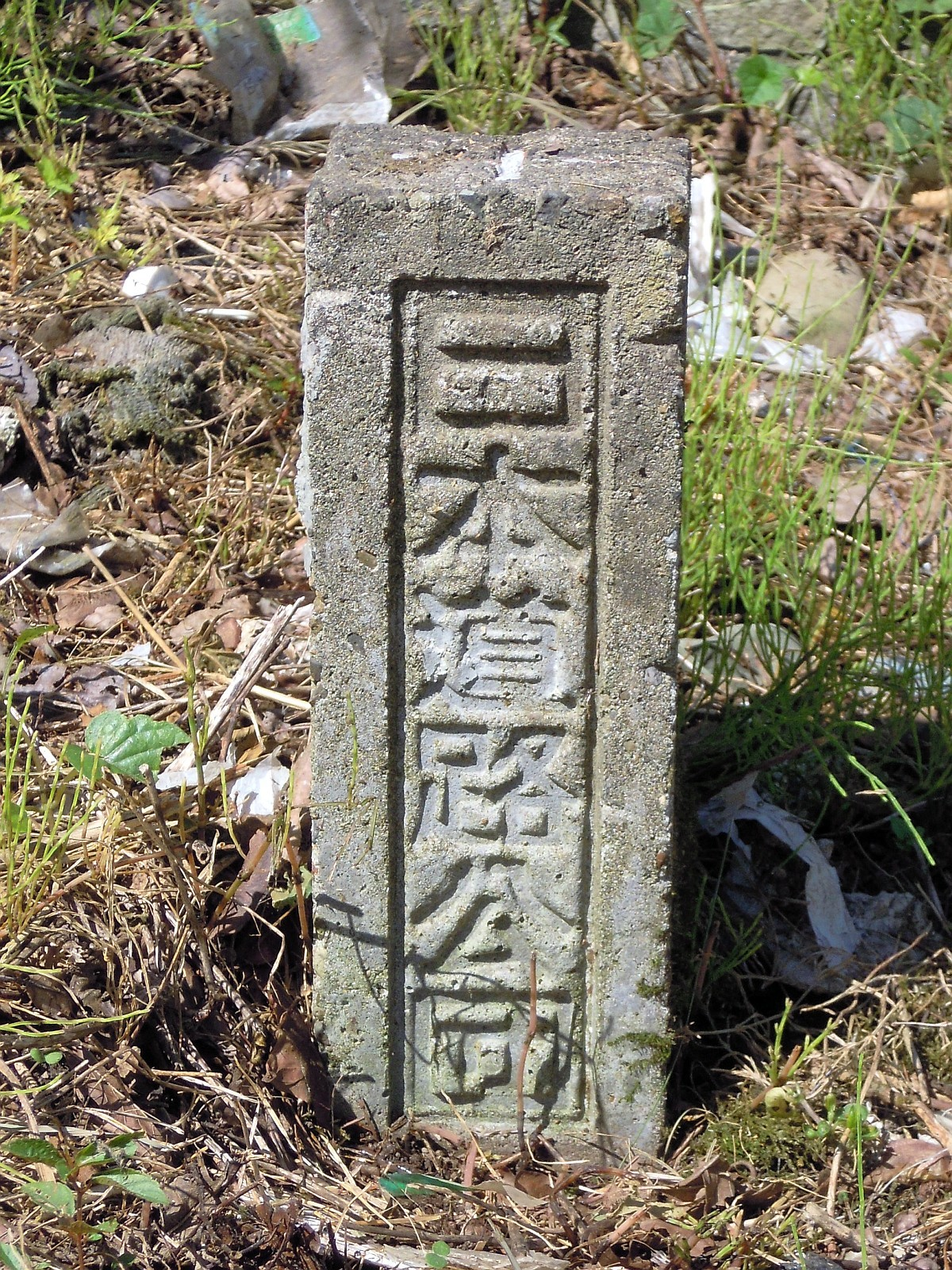
陸前高田市米崎町の旧料金所付近に残る「日本道路公団」の文字が入った境界杭

陸前高田市米崎町から大船渡市大船渡町までの間を結ぶ一般国道45号のバイパス道路。1963年に日本道路公団が管理する有料道路として供用され、1973年に建設省に移管され、無料開放された。
有料道路としての諸元は以下のとおり。
- 起点：岩手県陸前高田市米崎町字沼田（国道45号陸前高田バイパス、岩手県道38号大船渡広田陸前高田線（旧道）及び岩手県道141号陸前高田停車場線の交点）
- 終点：岩手県大船渡市大船渡町字丸森（旧岩手県道38号大船渡広田陸前高田線との交点[注釈 2]）
- 料金所：岩手県陸前高田市米崎町字川向[注釈 3]
- 延長：8,210.8m
- 最小曲線半径：40m
- 最急縦断勾配：8.0％
- 展望所：1ヶ所
- 総事業費：4億9,000万円
- 当初料金徴収期間：1963年11月30日から1993年11月29日まで（30年間）
- 無料開放日：1973年4月1日
- 通行料金（主なもの）
  - 普通乗用自動車：150円
  - 普通貨物自動車：200円
  - 小型乗用自動車（小型二輪自動車を除く）・小型貨物自動車：100円
  - 特殊自動車：300円
  - 小型二輪自動車・軽自動車：40円
  - 原動機付自転車：30円
  - 軽車両：20円
  - 自転車：10円

## 建設までの経緯
江戸時代の三陸地方の陸上交通は、南北方向の街道として浜街道が整備され、現在の岩手県南東部（気仙郡）の区間は気仙道と呼ばれていた。このうち、現在の陸前高田市から大船渡市にかけては、箱根山北側の通岡峠を通過していた。通岡峠は急峻な峠道であったことから自動車交通の道路としては発展せず、1953年（昭和28年）に二級国道として指定された国道111号は、箱根山の南側を回り込み、広田半島の付け根に位置する小友や末崎を通過する経路であった。しかし、国道111号は海側へ迂回する形となっていたため距離が長く、特に大船渡側では海際まで迫る断崖と密集する人家との間を縫うような、幅員狭小かつ線形不良な道路であったため、早期の改築が望まれていた。
このため、通岡峠を短絡する国道111号のバイパスを建設することとなり、日本道路公団による工事が1961年1月に決定し、同年11月21日に工事が開始された。工事は1963年11月7日に完了し、同年11月30日に供用された。工事中は「通岡峠道路」として建設されたが、供用時には「通岡道路」という名称に改められている。また、もともとは二級国道八戸仙台線の改築工事であったため大船渡市側を起点としていたが、現道が1963年4月1日に一級国道45号に昇格した際、起終点が仙台市から青森市までとなったことから、工事開始時と工事完了時で起終点が逆転している。

## 有料道路の期間
通岡道路の開通により、陸前高田市と大船渡市との所要時間は約30分短縮された。供用開始2年目の1964年度には年間156,602台だった交通量は年々増加し、1972年度には684,790台を数えた。
交通量の増加に伴う早期無料開放の声の高まりを受け、また旧一級国道の一次改築が1973年度をもって全国的に完了することから、自治体が未償還額の一部を負担することを条件に日本道路公団の管理する旧一級国道のバイパスを無料開放することとなり、類似の有料道路とともに1973年3月31日をもって料金徴収を終了し、翌4月1日から無料開放された。無料開放に際し岩手県が負担した未償還額は630万円であった。

## 無料開放後
無料開放後は建設省（2001年からは国土交通省）によって維持管理が行われ、2016年現在は東北地方整備局三陸国道事務所が所掌している。海側を通っていた現道区間は岩手県に移管され、その大半は岩手県道38号大船渡広田陸前高田線となっている。
三陸海岸を南北に縦走する自動車交通網は、より高規格な自動車専用道路として三陸沿岸道路の整備が進められており、陸前高田市と大船渡市との間を結ぶ区間は高田道路として完成している。このうち通岡峠を挟む区間（通岡IC～大船渡碁石海岸IC）は2009年3月15日に供用開始され、通岡峠は延長1,230mの通岡トンネルで通過している。これにより、高田道路完成前は一日あたり約11,500台あった旧通岡道路の交通量の大半が転換され、開通から1年後の2010年3月には、一日あたり約1,600台まで減少している。
2011年3月11日に発生した東北地方太平洋沖地震による津波（東日本大震災）は、陸前高田市及び大船渡市にも大きな被害をもたらした。海岸から離れた地域（概ね旧料金所から大船渡側）は被害が小さかったものの、陸前高田バイパスとの接点である起点付近は津波の直撃を受け、JR大船渡線等と立体交差していた沼田跨線橋が流失するなどの損害を受けた。